# 鶴巻星奈
鶴巻 星奈 （つるまき せいな、1998年10月18日 - ）は、日本の元グラビアアイドル、N☆RNiR、MARIS（メイリス）の元メンバー。元ジュニアアイドル。東京都出身
。FORZA RECORDに所属していた。

## 来歴
- スカウトされて事務所入りし[2]、2013年にジュニアアイドルでデビューした[3][6]。キョードーインターナショナルエンターテインメント（現:KIE）所属。
- 2013年、明星大学映画研究部制作の短編映画『Tank-634』で映画初出演となり[7][8]、『彼氏な彼女』で映画初主演となった[9]。
- ミスiD2014のセミファイナリストに選ばれる[3][10][11]。2014年週刊ヤングジャンプ 全国女子高生制服コレクション「制コレ アルティメット2014」にノミネートされる[12][13]。『週刊プレイボーイNo.37』（2019年9月2日発売）に撮り下ろしグラビアが掲載[14][15]（同時に、未公開カットがデジタル版として公開[16]）。
- ゲキジョー型アイドルユニット・N☆RNiRの結成メンバーとして活動を開始し[17][18]、2015年10月21日にメジャーデビューする[19]。ソロ活動とともに、グループ活動をしてきたが、2016年10月末で卒業した[20]。
- 2017年、音楽ユニット「フラノクマリン」にボーカルとして参加し、「フラノクマリン WITH 鶴巻星奈」としてシングル発売[※ 2]。
- 新グループ「MARIS（メイリス）」が2018年7月30日始動[25] し、アソシエイツプロデューサー兼メンバーとして参加した[26] が、2019年3月30日をもって解散となった[27][28]。
- 2019年10月末日をもって所属事務所KIEを退所[29] し、11月よりKAKUSHOWの所属[30] となる。2020年2月1日、公式TwitterでFORZA RECORDに移籍したことを報告[31]。
- 「美尻グラドル総選挙2020」(「週刊ポスト」と「NEWSポストセブン」のコラボレーション企画)で4位を獲得[32]。
- 2020年11月、「放課後プリンセス」の候補生ユニット「放プリユース」に加入[33][34] となり、11月28日のイベントからメンバーとして参加[35]。
- 2021年4月30日、同年2月より体調不良で休業していたが、体調回復の兆しがなく芸能活動の継続が困難と判断し、同年4月30日をもって所属事務所FORZA RECORDとの契約終了、併せて芸能活動の終了を自身のTwitterで報告した[36]。

## 人物
- 趣味は読書（特にミステリー小説が好き）[2]、冥想[37]。特技は人をほめること[38]。
- 原宿でスカウトされた当時は、中学生向け雑誌のモデルになりたくてモデル志望だった[39]。憧れの女優は満島ひかり。加賀まりこ、オードリー・ヘップバーンを目標にしている。[39]

## 出演

### 映画
- 彼氏な彼女 〜もしも彼女が××だったら〜[40]（2014年10月、監督：ながせきいさむ） - 主演 加奈 役
- GrimReaper（2015年2月、監督：ながせきいさむ） - 主演 A子 役[41]
- いちごジャム[42]（2015年2月、監督：ながせきいさむ） - 関田明日香 役[43]
- 光学探偵[41][44]（2015年8月、監督：服部仁太郎） - 主演 謎の少女 役
- セーラー服忍者[45]（2016年4月、監督：ながせきいさむ）岩槻映画祭公開 - 主演 篠 役・優花 役[46][47]
- 歌舞伎町の少女（2017年4月、監督：小菅雄貴） - 主演[48]
- 笑顔の向こうに(2019年2月15日、監督:榎本二郎、配給:テンダープロ) - 出演[49]
- アイドル三國志BATTLE( 、監督:宮本正美 ) - 三國拳(拳崎アクションクラブ) 金沢美咲 役[50]

### 舞台
- ヒロセプロジェクト「明日行きの列車は今宵、満天の星の海を」（2013年10月23日 - 27日、ラゾーナ川崎プラザソル） - 女の子 役[51]
- 東京シネマアカデミー「お母ちゃん～コシノヒロコ物語」（2014年） - モンペの女の子 役（アンサンブル参加）[52]
  - 大阪公演（11月2日、岸和田市立浪切ホール）
  - 東京公演（12月2日 - 7日、六本木・ブルーマンシアター）[53]
- アリスインプロジェクト「ラストホリデイ2015～終わらない歌～[54][55]」（2015年4月29日 - 5月10日、池袋・シアターKASSAI） - フワリ 役
- フリーハンド「学園探偵 薔薇戦士」（2015年11月5日 - 8日、池袋・シアターKASSAI） - 主演 白鳥果林 役[56]
- 劇団ドリームプリンセス「ミエタミエナイセカイ[57]」（2016年6月1日 - 5日、新宿村LIVE）
- ハートフル♡ハンド「ありがとうまたね・・・」（2017年2月25日 - 26日、日本橋・三越劇場）[58]
- Ann&Mary「PIRATES OF THE DESERT 3〜偽りの羅針盤と真実の操舵輪〜」（2017年4月12日、池袋・シアターグリーンBIG TREE THEATER） - 日替わりゲスト・カーラ 役[※ 3]
- フリーハンド 「学園探偵 薔薇戦士 エピソードゼロ・薔薇戦士誕生」（2017年11月5日 - 7日、シアターグリーンBOX in BOX THEATER）[56][61]
- office OTN「妖怪アゲアゲフェス」（2018年8月17日 - 18日、座・高円寺2） - ヒロイン[62]
- ななくみ「Ｒｅａｄｙ Ｌａｄｙ！ ～ななチャンネルの１日～」（2018年12月12日 - 16日、池袋GEKIBA）[63][64]
- ジェイズプロデュース「暗転のセクロス」（2019年） - 204号室『人質』 篠崎菜々子 役[65][66]
  - 東京公演（9月3日 - 8日、新宿村LIVE）
  - 大阪公演（10月11日 - 14日、インディペンデントシアター 2nd）
- KANTA企画「SHA-run-RA〜2019November〜」（2019年11月24日、高田馬場・洒洛）[67]
- アイエス・フィールド「朗読劇『Greif2』」（2020年1月23日 - 26日、千本桜ホール） - Aチーム座長[※ 4]
- レイアップ「時空警察ヴェッカーЯ(ルウア)～春ノ刻『咲想パルティーレ』～」（2020年3月4日 - 8日、東京・コフレリオ新宿シアター） - 時空刑事シオン 役[70][71]
- RAVE☆塾「Peace of Clan 〜七星のシンフォニア〜」Bチーム（2020年10月16日 - 25日、築地本願寺ブディストホール） - 庭渕百合子 役[72][73]

### テレビ
- 恋文日和 LETTER2「図書室のラブレター」（2014年1月14日、日テレ） - 由真 役[74]
- 妖ばなし 第8話 文車妖妃（2017年5月20日、TOKYO MX2） - 友美 役[75][76]
- MONDTV「JK ミステリ 巡礼 #6」episode13 ホテルK魚
- 第51回NHK福祉大相撲（2018年2月18日、NHK）[77]
- 透明彼女 season3 #11（2018年3月23日、V☆パラダイス）[78]
- 濱口女子大学 〜街とテントと鈴木拓〜（2019年2月2・9・16日、テレビ大阪）[5]

### WEB配信
- WEB配信「あざと可愛いギリギリの境界線は？～コーヒーモテテク篇～」（2019年、テレビ大阪）[79][80]
- エガちゃんねる EGA-CHANNEL「【検証】リモートでブリーフ団の胸が大きくなったら江頭は気づく?」（2020年6月14日、YouTube）[81]

### 広告
- 久喜市 PR動画「ワンカットワンクッキー」（2015年）[82]
- 久喜市 PRビデオ（2015 - 2017年）[※ 5]
- 久喜市 PRビデオ「1000人クッキーダンス」（2016年）[84]

### その他
- 写真展「インスタグラムの恋人たち」（2019年4月26日 - 5月5日、神保町画廊）[85]

## 作品

### DVD
- はじめまして 鶴巻星奈 学校なう 卒業旅行（2014年3月23日、オリガミ）
- 学校なう 高校生 ～初夏休み～（2014年6月23日、オリガミ）
- ピュア・スマイル（2014年11月21日、竹書房）[86]
- 高校生なう（2015年3月23日、オリガミ）
- 君との約束（2015年5月21日、ギルド）[87]
- Sweet Story（2016年1月29日、エスデジタル）[88]
- 水着物語～マレーシア旅行編〜（2016年3月24日、DIGITAL FRESH）[89][90]
- プール物語 ～クアラルンプール旅行編～（2016年7月11日、DIGITAL FRESH）[91]
- プリンセスオールスター（2017年6月10日、ゼウス）[92]
- 18歳最後の [※ 6](2017年12月21日、DIGITAL FRESH)[93][94]
- 19年と9カ月（2018年7月1日、ゼウス）[95]
- ラストティーン ・ラブ（2017年10月8日、DIGITAL FRESH）[96]
- Be a lady（2019年3月21日、DIGITAL FRESH）[28][97]
- 南へ…卒業旅行（2019年10月18日、DIGITAL FRESH）[37]
- しなやかに愛して(2020年4月24日、竹書房)[98]
- Secret Love (2020年8月20日、ラインコミュニケーションズ)[99]
- 愛の神話 (2020年12月23日、竹書房)[100][101][102]

### デジタル写真集
- デジタル写真集「水着物語～マレーシア旅行編〜」（2016年3月24日、DIGITAL FRESH）[103]
- デジタル写真集「プール物語 ～クアラルンプール旅行編～」（2016年7月11日、DIGITAL FRESH）[104]
- デジタル写真集「Sweet Story」（2017年4月14日、エスデジタル）
- デジタル写真集「競これ-競泳水着これくしょん」vol.01、vol.2（2018年8月30日、デジタル出版）[105]
- デジタル写真集「月刊+（プラス）鶴巻星奈」(2020年2月17日、小学館)[106]
- sabra net e-Book「鶴の一突き 鶴巻星奈1」(2020年8月21日、小学館)
- sabra net e-Book「鶴の一突き 鶴巻星奈2」(2020年8月21日、小学館)
- sabra net e-Book「鶴の一突き 鶴巻星奈DX」(2020年8月21日、小学館)
- デジタル写真集「鶴巻星奈 自撮り写真集 グラビア学園」(2020年12月30日、グラビア学園)
- デジタル写真集「鶴巻星奈 【清楚】純白の私服ニット グラビア学園」(2021年1月1日、グラビア学園)
- デジタル写真集「鶴巻星奈 【競演】レオタード&競泳水着 グラビア学園」(2021年1月1日、グラビア学園)
- デジタル写真集「鶴巻星奈 【妄想】ニット女子大生お持ち帰り グラビア学園」(2021年1月1日、グラビア学園)

### 音楽
- フラノクマリン WITH 鶴巻星奈『Orion』（2017年10月14日）[21]